# Устав Сведенборга
Устав Сведенборга был создан для братского ордена, созданного по образцу масонской организации, и на основе учения Эммануила Сведенборга. Устав состоял из шести степеней.

## Степени устава
1. Ученик
2. Подмастерье
3. Мастер неофит
4. Просвещённый теософ
5. Синий брат
6. Красный брат[1]

## История

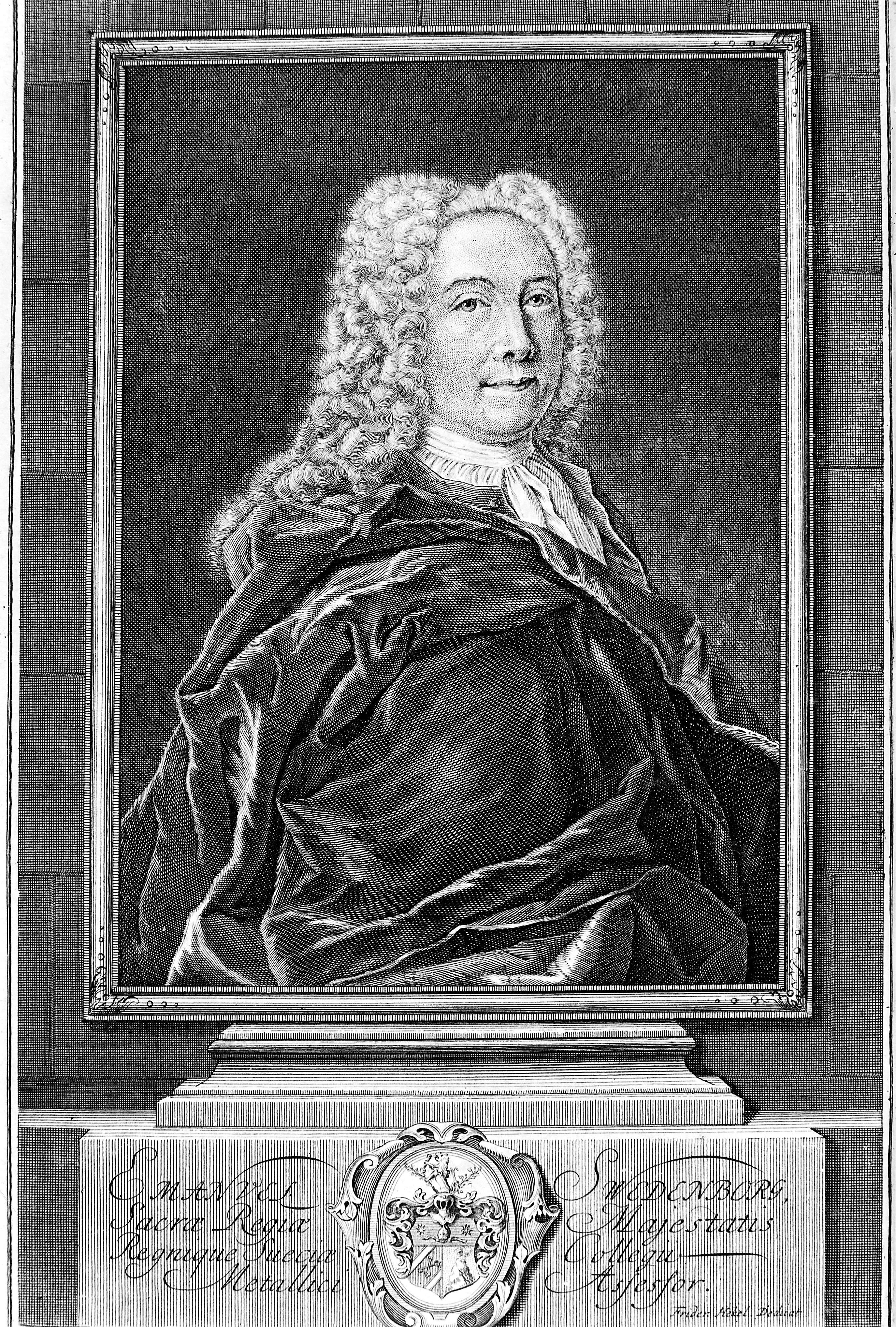
Эммануил Сведенборг

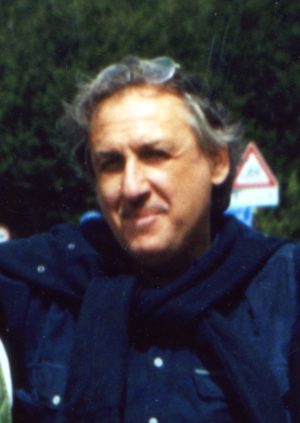
Микеле Морамарко

Устав был внедрён в Авиньоне, в 1773 году, маркизом де Торном. Первоначально он был политической организацией, чьи цели могли принести масонству сомнительную репутацию, хотя политическая идеология была в конечном счёте убрана из устава. Эта версия Устава Сведенборга появилась в течение десяти лет после смерти Сведенборга, и со дня своего основания.
Начиная с 1870-х годов, устав был возрождён в качестве герметической организации. А сама версия устава угасла около 1908 года.
В 1982 году патент на Устав Сведенборга был передан английским масоном Десмондом Бурке в своём кабинете в Британском музее историку масонства Микеле Морамарко, который после пересмотра ритуалов и с разрешения Бурке возродил устав в Италии под названием «Antico Rito Noachita» («Древний устав ноахидов»).